# Leucadendron eucalyptifolium
Espèce
Leucadendron eucalyptifolium est une espèce de plantes à fleurs de la famille des Proteaceae. C'est un arbuste à fleurs qui fait partie du fynbos en Afrique du Sud.  

## Description
Leucadendron eucalyptifolium est un arbuste qui présente un port dressé et buissonnant et atteint 4 m de haut. Ses feuilles sont linéaires-lancéolées, à poils doux lorsqu'elles sont jeunes, puis glabres en vieillissant, à sommet aigu avec un petit mucron obtus rappelant celles des eucalyptus. Les inflorescences mâles mesurent 24 mm de long pour 16 mm de diamètre. La plante forme des fleurs coniques, généralement jaune vif à dorées. L'une des particularité de ce Leucadendron est la structure de ses fleurs. Chacune est composée d'une série de pétales tubulaires qui peuvent attirer divers pollinisateurs, notamment les oiseaux et les insectes. Les feuilles elles-mêmes se reconnaissent à leur forme linéaire et à leur texture rugueuse, ce qui contribue à réduire les pertes en eau dans le climat sec du fynbos.

## Répartition et habitat
Originaire du Cap-Occidental et du Cap-Oriental en Afrique du Sud, cette plante est présente dans les plaines de Potberg, Riversdal, Langeberg, les monts Outeniqua, Tsitsikamma, Kouga, Elandsberg, Swartberg, Waboomsberg, Warmwaterberg, Touwsberg, Rooiberg et Soetwaterberg.
Cette espèce privilégie un climat méditerranéen caractérisé par des hivers humides et des étés secs. Son habitat naturel est généralement un sol sableux à limoneux bien drainé, essentiel à sa croissance. La plante pousse principalement dans les sols gréseux, à des altitudes comprises entre 160 et 1 400 m. La résilience de Leucadendron eucalyptifolium aux conditions climatiques difficiles témoigne de ses adaptations évolutives.

### Statut de conservation
Le statut de conservation de Leucadendron eucalyptifolium varie selon la population et la région. Bien qu'il ne soit pas actuellement classé comme espèce en voie de disparition, des menaces persistantes telles que la perte d'habitat et le changement climatique menacent sa survie. Les efforts de conservation visant à protéger les habitats du fynbos sont essentiels pour l'avenir de cette espèce et de nombreuses autres espèces endémiques.

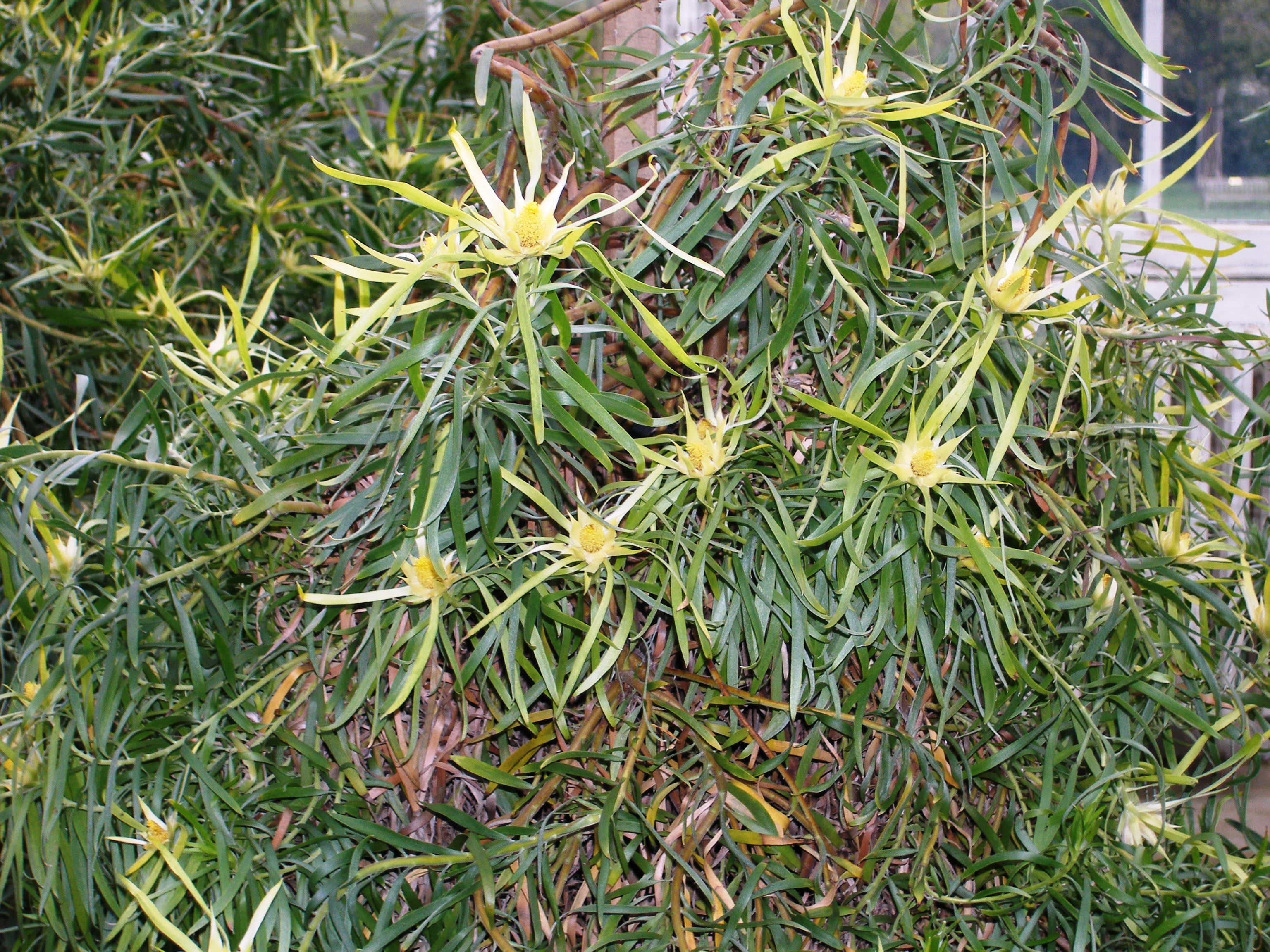

## Écologie
Leucadendron eucalyptifolium joue un rôle crucial dans son écosystème d'origine. Membre de la communauté du fynbos, il fait partie d'un ensemble végétal qui a évolué pour prospérer dans des sols pauvres en nutriments. La plante est non seulement une source de nourriture pour divers pollinisateurs, mais elle contribue également à stabiliser le sol grâce à son vaste système racinaire, prévenant ainsi l'érosion et favorisant la biodiversité.
Cet arbuste est principalement pollinisé par les oiseaux et les insectes attirés par ses fleurs éclatantes. La pollinisation est assurée par de petits coléoptères. Après la floraison, il produit des cônes durs et ligneux qui abritent les graines. Ces graines ont la capacité unique de germer après exposition au feu, une adaptation qui assure la survie et la dispersion de l'espèce dans son environnement de fynbos d'origine. Ce phénomène illustre le lien entre la plante et le régime des incendies de la région, car de nombreuses espèces de fynbos dépendent des incendies périodiques pour leur renouvellement.
Bien que généralement résistant, Leucadendron eucalyptifolium peut être sensible à certains ravageurs, tels que les champignons responsables de la pourriture des racines et divers insectes qui se nourrissent de son feuillage. 

## Utilisations
Outre son importance écologique, Leucadendron eucalyptifolium est de plus en plus reconnu pour ses aménagements paysagers ornementaux. Les jardiniers apprécient son aspect remarquable, sa résilience et sa capacité à attirer la faune. Dans les cultures autochtones, la plante a des usages traditionnels, souvent appréciés pour ses qualités esthétiques et comme élément d'habitats naturels abritant diverses espèces.

## Dénominations
Leucadendron eucalyptifolium porte le nom vernaculaire de Gum-leaved conebush en anglais et de Grootgeelbos en afrikaans.

## Systématique
Le nom correct complet (avec auteur) de ce taxon est Leucadendron eucalyptifolium H.Buek (d) ex Meisn..
Leucadendron eucalyptifolium a pour synonymes :
- Leucadendron eucalyptifolium H.Buek
- Leucadendron salignum var. longifolium Meisn.
- Protea eucalyptifolia (H.Buek ex Meisn.) Kuntze